# حبيبة بسيوني
حبيبة بسيوني (بالإنجليزية: Habiba Basiony)‏ هي مذيعة مصرية.

## حياتها الشخصية والمهنية
ولدت حبيبة في شيكاغو، الولايات المتحدة. درست العلوم السياسية في جامعة شيكاغو، وحصلت على الماجستير في الصحافة والإذاعة الدولية في سيتي يونفيرسيتي لندن.
بدأت عملها كمقدمة برامج في بريطانيا منذ 2011 حيث عملت في عديد المحطات، بعدها انتقلت للعمل في قناة الحرة من 2014 حتى 2016، قبل الانضمام لبرنامج «نفسنة» على قناة القاهرة و الناس. بعدها عملت كمقدمة لبرنامج "spotlight" على شبكة أوربت شوتايم منذ 2017.